# Quận Norton, Kansas
Quận Norton là một quận thuộc tiểu bang Kansas, Hoa Kỳ. Theo điều tra dân số năm 2000 của Cục điều tra dân số Hoa Kỳ, quận có dân số 5953 người. Quận lỵ và là đô thị lớn nhất quận là Norton.

## Địa lý

### Quận giáp ranh
- Quận Furnas, Nebraska (bắc)
- Quận Harlan, Nebraska (đông bắc)
- Quận Phillips (đông)
- Quận Graham (nam)
- Quận Sheridan (tây nam)
- Quận Decatur (tây)